# Heiko Laux
Pour les articles homonymes, voir Heiko et Laux (homonymie).
Heiko Laux est un producteur allemand de Techno, fondateur du label Kanzleramt à Bad Nauheim en 1994.
Comme beaucoup de labels indépendants de musique électronique, Kanzleramt est créé par Heiko Laux dans un premier temps pour publier ses propres compositions mais il s'ouvre rapidement aux productions d'autres artistes tels que Johannes Heil, Christian Morgenstern, Patrick Lindsey et Anthony Rother. Fort de son catalogue, Kanzleramt s'affirme comme l'un des labels techno allemands les plus importants, aux côtés de Tresor. En plus de ses propres structures (Kanzleramt, K2O et U-Turn), Laux a publié sur les labels sur Harthouse, Kurbel ou Klockworks.

## Discographie partielle
- Re-Laux (12", Kanzleramt, 1994)
- Gnom's Boogie EP (12", EP, i220, 1995)
- Run EP (12", EP, i220, 1995)
- Sahara Effects (12", U-Turn, 1995)
- Tieup To Machines (12", U-Turn, 1995)
- Souldancer (12", Kurbel, 1998)

## Pseudonymes
- Apathism
- Goldwave
- HLX
- Monobleeding
- Toko
- Total Planet Refreshment

## Groupes
- Direct From The Machine
- The Global Segments
- Item One
- Laux & Olsson
- Offshore Funk
- Orange 25
- RezzQ
- Sodiac